# Schizovalva
Schizovalva is een geslacht uit de familie van de tastermotten (Gelechiidae). De wetenschappelijke naam Schizovalva werd voor het eerst in 1951 gepubliceerd door Antonius Johannes Theodorus Janse. Als typesoort gaf hij Gelechia trisignis Meyrick, 1908 op.
Deze motten komen voor in zuidelijk Afrika.

## Soorten[3][4]
- S. ablepta Janse, 1960
- S. adelosema Janse, 1960
- S. alaopis (Meyrick, 1921)
- S. anisofascia Janse, 1960
- S. bistrigata Janse, 1951
- S. blumenzweigella Legrand, 1958
- S. brunneotincta Janse, 1951
- S. brunneovesta Janse, 1960
- S. catharodes (Meyrick, 1920)
- S. celidota Janse, 1960
- S. cyrtogramma Janse, 1960
- S. ebenostriga Janse, 1960
- S. epicentra (Meyrick, 1909)
- S. episema Janse, 1960
- S. exoenota Meyrick, 1918
- S. exsulata (Meyrick, 1918)
- S. guillarmodi Janse, 1960
- S. hyperythra (Meyrick, 1921)
- S. isochorda (Meyrick, 1921)
- S. isophanes Janse, 1960
- S. leontianella Legrand, 1966
- S. leptochroa Janse, 1960
- S. leucogrisea Janse, 1951
- S. matutina (Meyrick, 1913)
- S. mesacta (Meyrick, 1909)
- S. naufraga (Meyrick, 1911)
- S. nigrifasciata Janse, 1951
- S. nigrosema Janse, 1960
- S. nubila Janse, 1960
- S. ochnias (Meyrick, 1913)

- S. ochrotincta Janse, 1951
- S. ophitis (Meyrick, 1913)
- S. perirrorata Janse, 1951
- S. permagna (Edward Meyrick, 1920)
- S. peronectis (Meyrick, 1909)
- S. polygramma (Meyrick, 1914)
- S. prioleuca (Meyrick, 1911)
- S. rescissella (Zeller, 1852)
- S. rhodochra (Meyrick, 1913)
- S. rubigitincta Janse, 1951
- S. sarcographa (Meyrick, 1917)
- S. sphenopis (Meyrick, 1921)
- S. stasiarcha (Meyrick, 1913)
- S. trachypalpella Janse, 1960
- S. triplacopis (Meyrick, 1912)
- S. trisignis (Meyrick, 1908)
- S. unitincta Janse, 1960
- S. xerochroa Janse, 1951
- S. xylotincta Janse, 1951